# Thryptomene kochii
Thryptomene kochii är en myrtenväxtart som beskrevs av Ernst Georg Pritzel. Thryptomene kochii ingår i släktet Thryptomene och familjen myrtenväxter.
Artens utbredningsområde är Western Australia. Inga underarter finns listade i Catalogue of Life.